# Инжењерска геологија
Инжењерска геологија (енгл. Engineering geology, фр. Géologie de génie civil, рус. Инженерная геология) је грана геолошке науке, чији је основни задатак одређивање геолошких услова за извођење инжењерских радова и експлоатацију објеката .
Инжењерска геологија обухвата групу научних дисциплина које се баве изучавањем терена за потребе просторног планирања, пројектовања и грађења објеката у области грађевинарства, рударства и енергетике. Она изучава терен као природну конструкцију, радну и животну средину. Према предмету изучавања, принципима и методама она обезбеђује синтезу резултата изучавања за правилну оцену међусобних утицаја природне геолошке конструкције - терена и вештачке конструкције - објекта. У литератури позната је и под именом геолошко инжењерство тј. научна дисциплина која се бави применом геолошког знања на инжењерске проблеме.
У светској литератури користи се дефиниција инжењерске геологије коју је усвојила Међународна Асоцијација за Инжењерску геологију: „Инжењерска геологија је наука која се бави истраживањем и решавањем инжењерских проблема и проблема заштите животне средине који могу настати као резултат интеракције геолошке средине и инжењерских радова, такође се бави и предвиђањем настанка тих проблема као и развојем превентивних или санационих мера геолошких хазарда“.
Развојем грађевинарства и рударства настала је и потреба даљег развоја инжењерске геологије. Интеграцијом инжењерске геологије и механике тла, потом настанком механике стена а онда и геотехничких мелиорација она је унапређена и прерасла у научно-стручну област геотехнику. 

## Предмет изучавања инжењерске геологије
Инжењерска геологија проучава чврсте стенске масе и тло у циљу извођења техничких (разних врста инжењерских) радова. Она се бави изучавањем далеко мањег простора, до дубина од 1 km (кора распадања) него геологија, која се бави изучавањем целе Земљине коре. Такође, инжењерска геологија се бави изучавањем много мањих површина док се геологија бави изучавањем целе Земљине површине. 